# 道格·考伊
道格·考伊（英語：Doug Cowie，1926年5月1日—2021年11月26日），苏格兰前男子足球运动员。他曾代表苏格兰代表队参加1954年和1958年国际足联世界杯，两届比赛均止步小组赛阶段。